# Chrystal Macmillan
Jessie Chrystal Macmillan (Edimburgo, 13 de junio de 1872 – Edimburgo, 21 de septiembre de 1937) fue una política, activista y abogada británica. En 1896 se convirtió en la primera mujer en graduarse en una carrera de Ciencias en la Universidad de Edimburgo y en 1908 fue la primera en realizar una demanda ante la Cámara de los Lores, a la cual solicitó el derecho al voto para que las mujeres graduadas pudieran votar a los Miembros del Parlamento que en ese entonces correspondían en representación de las universidades.
Se opuso enfáticamente a la Primera Guerra Mundial e incluso abandonó la National Union of Women's Suffrage Societies (en español, «Liga nacional de sociedades por el sufragio femenino») por el apoyo de esta al esfuerzo bélico. En 1915 fue una de las organizadoras del Congreso Internacional de Mujeres reunido en La Haya para buscar la paz y una de las delegadas encargadas de llevar las propuestas a los gobiernos neutrales. Fue una de las fundadoras de la Liga Internacional de Mujeres por la Paz y la Libertad y una de las delegadas en la Conferencia de Paz de París de 1919, en la cual apoyó la creación de la Liga de las Naciones y se opuso a los duros términos aplicados a Alemania por el Tratado de Versalles. Entre 1913 y 1920 fue secretaria de la Alianza Internacional de Mujeres.
En las Elecciones generales de 1935 fue candidata a Miembro del Parlamento por el Partido Liberal y obtuvo el tercer lugar en su circunscripción con el 5,76% de los votos.
Durante toda su vida luchó para que las mujeres tuvieran una nacionalidad independiente a la de sus maridos y que no se vieran forzadas adoptar una ajena al casarse. En 1957, veinte años después de su muerte, las Naciones Unidas finalmente aprobó esta medida.
En 2008, la Universidad de Edimburgo nombró en su honor al edificio de la Escuela de Ciencias Sociales y Políticas.